# مایکل آلستون-رابرتس-وست
مایکل آلستون-رابرتس-وست (انگلیسی: Michael West; ۲۷ اکتبر ۱۹۰۵ – ۱۴ مهٔ ۱۹۷۸) یک افسر ارشد ارتش بریتانیا بود که در دهه ۱۹۶۰ به مناصب بالایی رسید. او در جنگ جهانی دوم و جنگ کره خدمت کرد، جایی که فرماندهی لشکر اول کشورهای مشترک‌المنافع را بر عهده داشت و بعداً به عنوان فرمانده ستاد فرماندهی شمالی منصوب شد. وست سربازی شوخ طبع و غیرمتعارف بود و به مهمانی و موسیقی جاز علاقه داشت.